# Drepanogynis altisilvarum
Drepanogynis altisilvarum là một loài bướm đêm trong họ Geometridae.